# Myurella julacea
Myurella julacea là một loài Rêu trong họ Theliaceae. Loài này được (Schwägr.) Schimp. miêu tả khoa học đầu tiên năm 1853.

## Hình ảnh

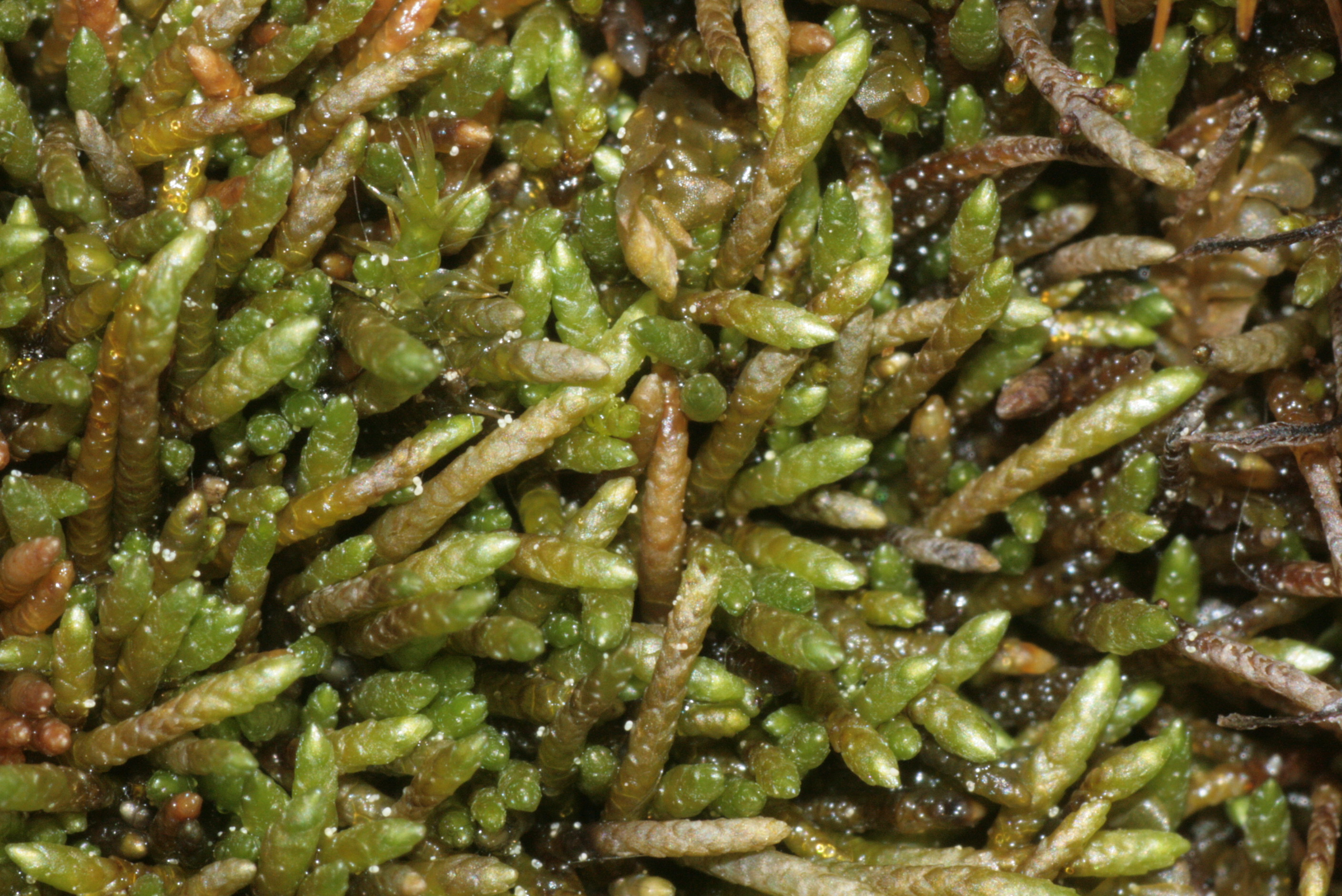
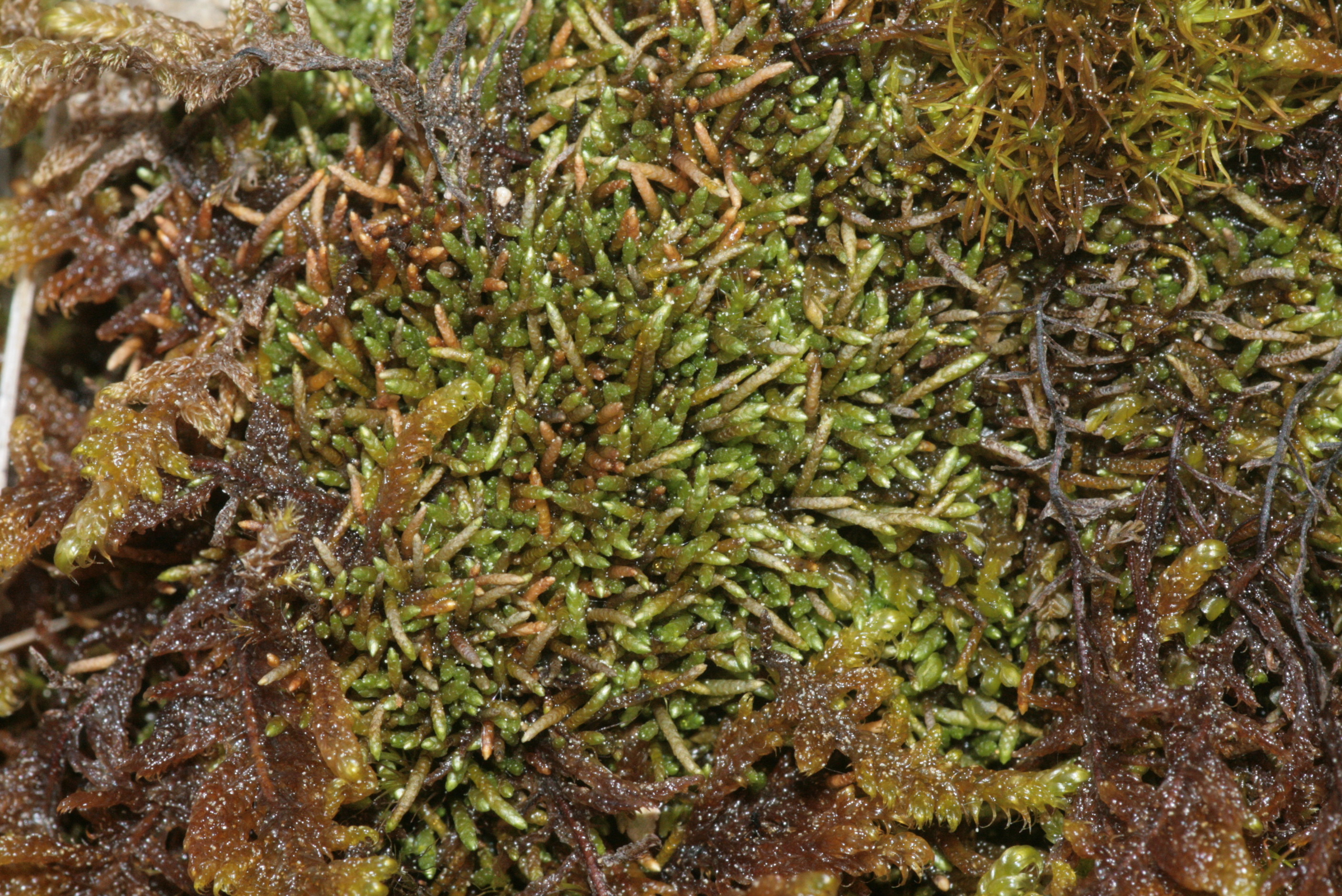
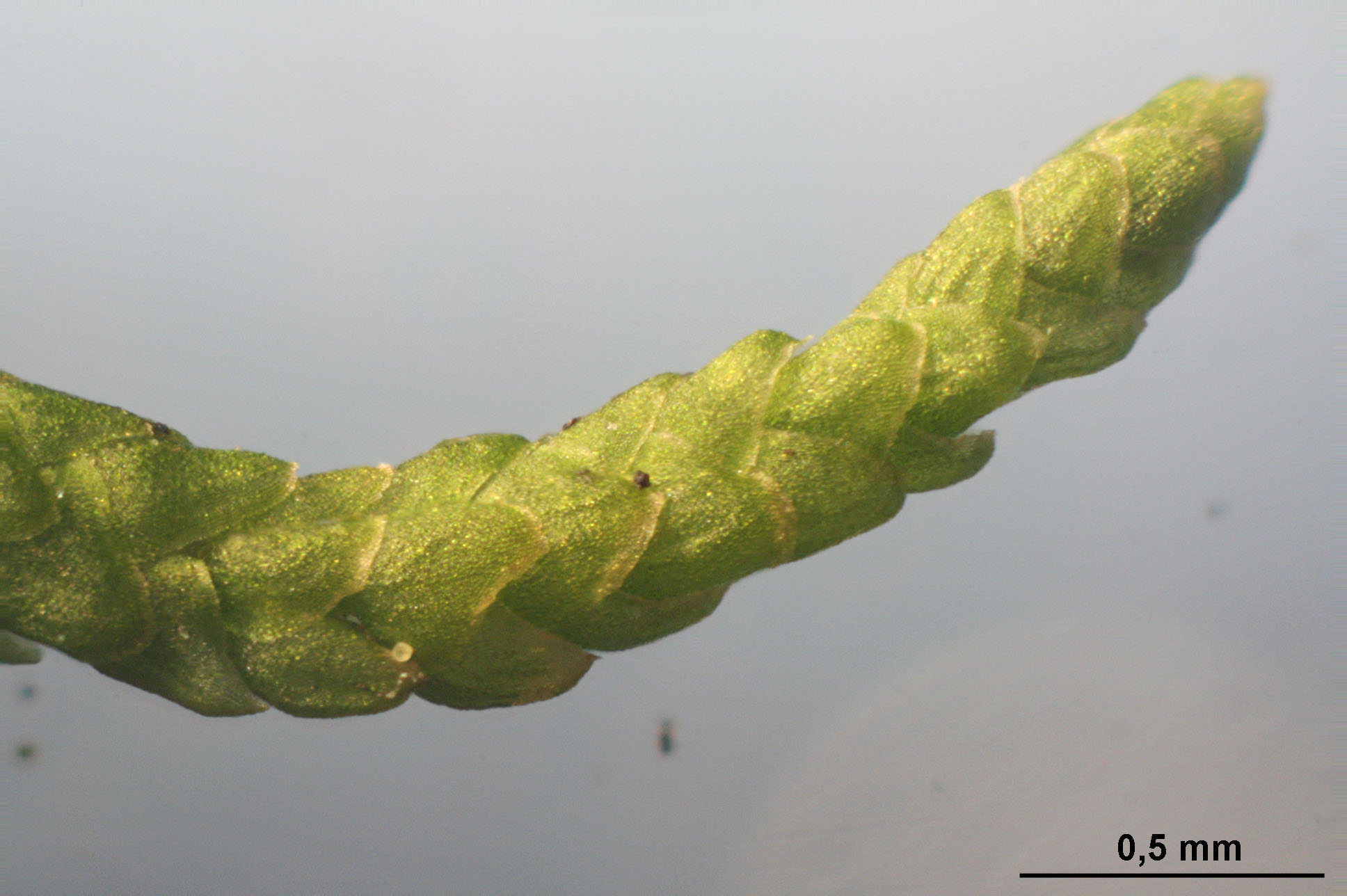
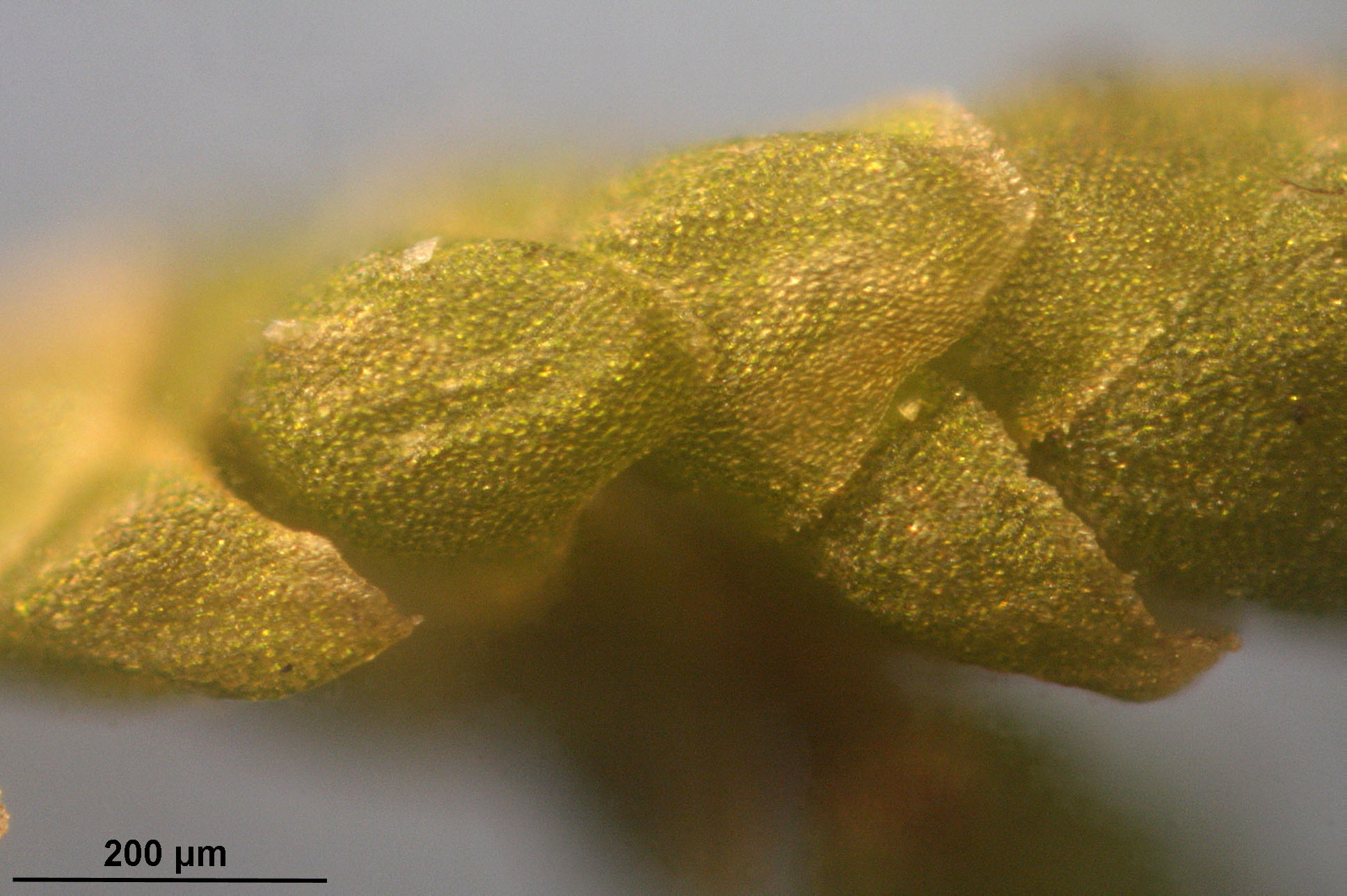